# Życie niegodne życia

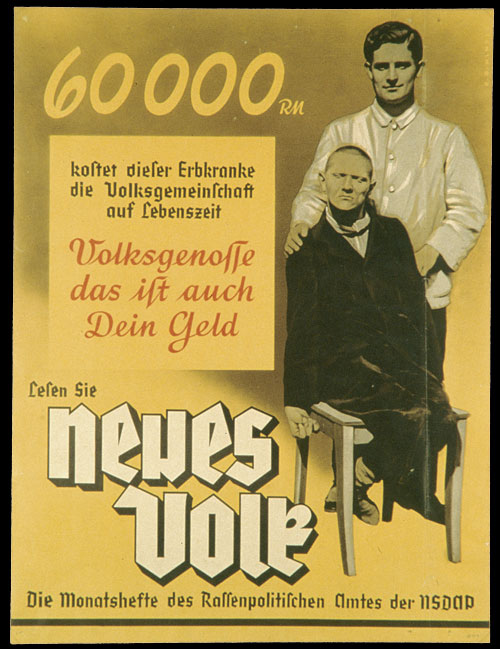
Niemiecki plakat propagandowy z około 1938: Ta osoba cierpiąca na choroby genetyczne kosztuje społeczeństwo 60 000 reichsmark w trakcie swojego życia. Volksgenosse, to też twoje pieniądze!

Życie niegodne życia (niem. Lebensunwertes Leben) – nazistowski termin używany na określenie tej części populacji ludzkiej, która (zgodnie z przyjętą doktryną eugeniczną) nie miała prawa do życia i powinna zostać poddana eutanazji. Zorganizowany program eksterminacji osób chorych oraz tych, które należały do ras uważanych za gorsze, zgodnie z polityką rasową III Rzeszy (m.in. Żydów, Romów i Sinti, Słowian), prowadzony był w latach 1939–1944 w ramach Akcji T4.
Doktryna Lebensunwertes Leben stała się ważnym elementem nazistowskiej propagandy III Rzeszy, prowadząc do Holokaustu oraz stając się jego elementem.

## Historia
Pojęcie Lebensunwertes Leben po raz pierwszy zostało użyte w tytule pracy profesora Uniwersytetu Lipskiego Karla Bindiga oraz profesora Uniwersytetu we Fryburgu Bryzgowijskim Alfreda Hoche: Die Freigabe der Vernichtung Lebensunwerten Lebens („Zezwolenie na niszczenie życia pozbawionego wartości”). Zgodnie z zawartymi tam teoriami część z żyjących osób (cierpiących na zaburzenia psychiczne, chorych psychicznie lub z uszkodzonym ośrodkowym układem nerwowym) stanowi „obciążenie społeczeństwa”, jest „pustą wydmuszką istoty ludzkiej” oraz jest „psychicznie martwa”. Alfred Hoche postrzegał zabijanie takich ludzi jako „użyteczne dla społeczeństwa”. Motywacją do ich unicestwiania miało być również „uśmiercanie z litości” (niem. Gnadentod). Następnie proceder zabijania został rozszerzony o osoby uważane za „nieczyste rasowo” lub „rasowo gorsze” według nazistowskiej propagandy.

## Polityka III Rzeszy
W nazistowskich Niemczech oraz na terenach okupowanych przez Niemców w czasie II wojny światowej osoby uznane za „zboczone” lub za „źródło niepokojów społecznych” zostały włączone do kategorii populacji „żyjących niegodnych życia”. Byli to przede wszystkim chorzy psychicznie, osoby niepełnosprawne, Żydzi, Romowie i Sinti, Świadkowie Jehowy, Polacy, osoby pochodzące z rodzin mieszanych, jak również dysydenci, komuniści, homoseksualiści, duchowni, kryminaliści.
Spośród tych grup Żydzi (w tym mischlingowie) szybko stali się głównym celem prowadzonej polityki ludobójstwa.
Proceder zabijania ludzi objętych doktryną Lebensunwertes Leben swoją kulminację osiągnął w formie obozów koncentracyjnych, z których część była przystosowana do systematycznej, masowej eksterminacji ludzi – według nazistowskiej ideologii – „niegodnych życia”. Doktryna ta, poza procesem eksterminacji, stanowiła ideologiczną podstawę do przeprowadzania różnego rodzaju eksperymentów na ludziach, dokonywanych bez ich zgody (czasami również wiedzy).
Polityka mówiąca o ludziach „niegodnych życia” w odniesieniu do etnicznych Polaków znalazła swoje odzwierciedlenie w rozkazach Adolfa Hitlera, które posyłał dowódcom wojsk niemieckich na froncie wschodnim, nakazując im mordowanie „bez litości czy miłosierdzia, wszystkich mężczyzn, kobiet oraz dzieci polskiego pochodzenia lub posługujących się językiem polskim”. Podkreślając wagę tego zadania, Heinrich Himmler pisał: „Wszyscy Polacy powinni zniknąć z powierzchni świata. (...) Zasadniczą sprawą jest to, że wielki naród niemiecki powinien uświadomić sobie, że jego głównym zadaniem jest zgładzenie wszystkich Polaków.”.

## Realizacja koncepcji
Amerykański psychiatra Robert Jay Lifton, autor pracy Nazistowscy lekarze. Mord medyczny i psychologia ludobójstwa (ang. The Nazi Doctors: Medical Killing and the Psychology of Genocide), odnosi się do sposobu realizacji ideologii mówiącej o „życiu niegodnym życia”:

Z pięciu możliwych do zidentyfikowania etapów wprowadzania zasad związanych z „życiem niegodnym życia” pierwszy stanowiła  sterylizacja. Następne było zabijanie upośledzonych dzieci przebywających w szpitalach, dalej mordowanie „upośledzonych” dorosłych – w większości pacjentów szpitali psychiatrycznych w ośrodkach specjalnie w tym celu wyposażonych w instalacje zasilane tlenkiem węgla. Projekt kontynuowano (w tych samych ośrodkach) w stosunku do „upośledzonych” więźniów obozów koncentracyjnych i obozów zagłady, a ostatecznie także w trakcie dokonywania masowego mordu głównie na Żydach w samych obozach zagłady.

24 sierpnia 1941 Adolf Hitler nakazał zakończenie procederu mordowania chorych i upośledzonych w komorach gazowych zakładów eutanazji, co nie dotyczyło jednak więźniów obozów koncentracyjnych. Decyzja taka miała być podyktowana powszechnym niezadowoleniem społeczeństwa (proceder zabijania chorych dotykał coraz więcej rodzin) oraz pogłoskami mówiącymi o tym, że w komorach gazowych umierają także ciężko ranni żołnierze.